# 엘머 부스

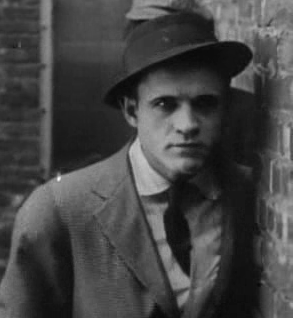

엘머 부스(Elmer Booth, 1882년 12월 9일 ~ 1915년 6월 16일)는 미국의 배우이다.
로스앤젤레스에서 태어났으며 로스앤젤레스에서 사망하였다. 사인은 교통사고이다.

## 영화
- 보이지 않는 적 (1912년)
- 픽 앨리의 총잡이 (1912년)